# Богдан, Андриан Иванович
Андриан Иванович Богдан (родился 27 августа 1976 года в Кишинёве) — молдавский футболист и футбольный тренер, игравший на позиции вратаря. В 2015—2019 годах — президент футбольного клуба «Заря» (город Бельцы, Молдавия).

## Игровая карьера

### Ранние годы
Сын директора Республиканского стадиона Кишинёва. Футболом Андриан увлекался с детства, играя на позиции вратаря и в дворовом футболе, и в обычных матчах. Сам шил себе вратарские перчатки, посещал матч «Нистру» и знал прекрасно весь состав команды. Первый тренер — Иван Степанович Карас, тренер школы на Рышкановке. В дальнейшем Андриан играл под руководством Владимира Благодарова, а с 13 лет — под руководством Валентина Кожухаря в юношеском составе команды «Амоком», которой руководил Евгений Пиуновский. Тренировки проходили в Долине Роз и были изматывающими. Позже Андриан поступил в Государственный университет физической культуры и спорта, став вратарём футбольного клуба «Спортул Студенцэск» при университете. Был арендован клубом «Изворащ-67» из Драсличен, выступавшим в Дивизионе «А» Молдавии, где вырос как вратарь, а затем перешёл в клуб «Спуманте» из Криково, где ему помогал развиваться Илья Виерь, доверявший ему место в основном составе.

### Дебют в чемпионате Молдавии
В 1996 году Богдан был приглашён в «Зимбру» главным тренером клуба Александром Спиридоном, однако прибыл туда с травмой и долго восстанавливался. Командой после отставки Спиридона в том же году стал руководить Иван Карас, который больше доверял основному вратарю Денису Романенко. Зимой того же года Андриан Богдан перешёл в «Конструкторул» из Кишинёва, переходу содействовал тренер вратарей Николай Чеботарь, который помог восстановиться. Выступления в клубе были очень тяжёлыми, поскольку после каждого неудачного матча команду в раздевалке лично критиковал президент клуба Валерий Ротарь, однако он также оказывал щедрую материальную помощь игрокам, в том числе и самому Богдану. Богдан нередко получал вознаграждения за встречи, поскольку проводил матчи хорошо даже в случае крупных поражений. Зарплата составляла около 300—400 долларов в зависимости от уровня выступлений. После убийства Валерия Ротаря, прогремевшего 16 февраля 2000 года, команда стала разваливаться — в тот день клуб обязан был сыграть товарищеский матч, но Андриан узнал от отца трагическую новость. В течение трёх дней игроки ходили на кладбище, поминая владельца.

### Выступления в Румынии
В сезоне 2000/2001 Андриан перешёл в бухарестский «Национал», где работал тренером Мариус Лэкэтуш, однако из-за травмы не сумел сыграть ни одного матча. Он выступал затем за тимишоарскую команду «Рокар-Фулджер», которая позже была переименована в «Политехнику АЕК», и вышел с ней в Высшую лигу Румынии. Всего в румынских клубах — «Насьонале», «Политехнике» и «Рапиде» — Андриан отыграл четыре года, а за время выступления в Тимишоаре стал отцом (там родилась его дочка). В первых трёх турах первенства 2002/2003 команда уверенно одержала три победы, обыграв в первом туре «Бакэу» со счётом 2:0, а во втором туре — «Стяуа» со счётом 1:0. В это же время Андриан получил свой первый вызов в сборную перед игрой против Австрии. Всего он вызывался шесть раз в сборную в качестве резервного вратаря матчей отбора на чемпионат Европы 2004 года, однако свою единственную игру за сборную Молдавии провёл 12 февраля 2003 года против Грузии в Тбилиси, отыграв все 90 минут (ничья 2:2). Карьеру Андриан продолжил в бухарестском «Рапиде», который возглавлял Дан Петреску, однако из-за травмы опять не стал игроком основы и выбыл из состава клуба.

### Украина
В сезоне 2005/2006 играл за «Униспорт-Авто», а в конце летнего трансферного окна 2006 года был заявлен в луганскую «Зарю» на первенство УПЛ 2006/2007. Изначально он должен был сыграть против киевского «Динамо», но трансфер не был оформлен до конца. Всего Богдан провёл два матча за «Зарю» — на тренировке перед игрой против киевского «Арсенала», которым руководил Александр Заваров, поле промокло после дождя, а основной вратарь Дмитрий Козаченко отказался прыгать в лужу за мячом. Богдан занял его место, и тренер клуба Владимир Бессонов, посмотрев за работой Богдана, назначил его основным вратарём на матч против «Арсенала». В той игре была зафиксирована ничья 2:2.

### Казахстан и Белоруссия
После «Зари» Богдан был на просмотре в «Тереке», однако команда предпочла бывшего вратаря московских «спартаковцев» Максима Левицкого, а Богдан отказался становиться вторым вратарём. Его агент Иван Карп предложил ему перейти в «Алма-Ату», которая заинтересовалась игрой Богдана после контрольной встречи с польской «Легией». Богдан сыграл 13 матчей под руководством Арно Пайперса и даже стал капитаном команды. Позже он перешёл в белорусский клуб «Гранит» из Микашевичей, с которым занял 6-е место в Высшей лиге (в клубе он зарплату размером в 6 тысяч долларов). Богдан провёл 8 матчей, в одном из которых — встрече 18-го тура сезона 2008 года против минского «Динамо» — даже был удалён на 72-й минуте встречи. Из-за очередной травмы Богдан вынужден был завершить игровую карьеру.
Вернулся он ненадолго в большой спорт как игрок в 2013 году, сыграв один матч за «Академию УТМ» против «Олимпии» из Бельц 24 марта 2013 года в 24-м туре чемпионата Молдавии: «Академия» победила со счётом 3:0, а Богдан отыграл все 90 минут. Всего он был в заявках на четыре игры «Академии». Карьеру окончательно завершил 9 апреля 2013 года.

## Тренерская карьера

### Тренер вратарей
По завершении игровой карьеры Андриан Богдан получил от Игоря Добровольского пост тренера вратарей в клубе «Академия УТМ» в 2008 году, а затем в 2009 году стал тренером вратарей и сборной Молдавии, работая под руководством сначала Добровольского, а затем и Гаврила Балинта. В сборную Богдан приглашал всегда по три вратаря, среди которых был и не имевший постоянной игровой практики Станислав Намашко. По словам Богдана, на разборе матчей и их анализе возникали жаркие споры, однако Балинт убеждал даже яростного спорщика Ивана Тестимицану. Он же предложил Богдану поработать в румынском «Васлуе» в 2013 году. С 2012 года он также занимается производством перчаток модели Bodya One для вратарей молдавских клубов.
За время работы в «Васлуе» с Балинтом произошёл скандал, который заставил уйти в отставку и Балинта, и Богдана. Второй тренер клуба Иосиф Ротариу поругался с президентом клуба Адрианом Порумбою, поскольку племянник последнего отказался переходить в «Васлуй» и стал игроком «Динамо». Ротариу в июле 2013 года был уволен, а Балинт, возмутившись поступком президента, немедленно разорвал выгодный контракт и ушёл с Богданом из клуба. После этого Богдан перешёл в команду «Астана», которую возглавил румын Йоан Андоне, хорошо владевший языками и умевший общаться со всеми легионерами команды. Богдан служил переводчиком Андоне в клубе, а позже стал заниматься не только вратарями команды. Команда завоевала серебряные медали чемпионата 2013 года, однако в декабре руководство не продлило контракт с Андоне и Богданом, поскольку от них ждали только золотые медали.

### «Заря» Бельцы
В 2014 году Богдан был кандидатом на парламентских выборах в Молдавии по списку партии «Патрия», ведомой Ренато Усатым — он шёл под номером 24 в списке. Партию сняли с выборов за три дня, обвинив Усатого в связях с организованной преступностью и финансировании из России. Богдан до этого работал с конкурсом «Битва Вратарей», в котором ему помогал Ренато Усатый, а в 2015 году по предложению Усатого стал президентом клуба «Заря» из Бельц. Команда стала одним из ведущих клубов Национального дивизиона Молдавии, выиграла Кубок Молдавии и попала в Лигу Европы УЕФА.
После отъезда Ренато Усатого из Молдавии в Россию клуб лишился большой части финансирования, а примэрия во многом отказалась помогать команде. В 2019 году президентом клуба был избран Вячеслав Ликёров, которому Богдан уступил пост, лично пригласив своего преемника в команду. Вице-примар Бельц Николай Григоришин позже обвинял Богдана и Ликёрова в развале команды.